# Національне шосе 3 (Фінляндія)
Національне шосе 3 (фін. Valtatie 3 або Kolmostie; швед. Riksväg 3) — шосе у Фінляндії між Гельсінкі та Вааса через Гямеенлінна та Тампере. Дорога 424 кілометри в довжину є частиною європейського маршруту E12. 180 км шосе — автомагістраль, що сполучає Гельсінкі з Тампере. На північ від Тампере дорога здебільшого двосмугова, з часткою дороги 2+1. Найбільш завантажене місце на шосе 3 знаходиться в Гельсінкі, на північ від перехрестя Кільцева дорога I, де середня інтенсивність руху становить близько 90 000 автомобілів на день.
Наприкінці 1950-х років до нинішньої автомагістралі 2, фінська регіональна дорога 132 (Mt 132) була колишньою головною дорогою до Хямеенлінни та Тампере через Лоппі та Джанаккала..
Маршрут дороги: Гельсінкі – Вантаа – Нурміярві – Гювінкяа – Ріїгімякі – Янаккала – Хямеенлінна – Хаттула – Калвола – Валкеакоскі – Акаа – Валкеакоскі (знову) – Лемпяля – Тампере – Пірккала – Нокіа Тампере (знову) – Юлеярві – Хямеенкюро – Ікаалінен – Паркано – Ялас'ярві – Курікка – Ілмайокі – Ісокіро – Лайхія – Корсхольм – Вааса.
Шосе 3 починається в Гельсінкі в кінці Проспекту Маннергейма. Між Ківіхакою та кільцем III шосе 3 є високоякісним чотирисмуговим шосе, усі з’єднання якого є розв’язками (крім автостради). Вся ділянка між кільцем III і містом Юлеярві є чотирисмуговою автострадою. Довжиною 180 кілометрів це найдовша автомагістраль у Фінляндії. У Великому Гельсінкі дорогу також називають Hämeenlinnanväylä, іноді в розмовній мові також Tampereenväylä. Попередня назва дороги — Nurmijärventie, посилаючись на муніципалітет Нурміярві на цьому шляху. Інтенсивність руху на трасі на всьому шляху досить велика. Наприклад, у випадку Ріїгімякі інтенсивність дорожнього руху становить близько 30 000 транспортних засобів на день.
Шосе 3 пролягає поруч із центром міста Гямеенлінна. Ця дорога є першою ділянкою дороги та третьою ділянкою фінської автостради, яка була завершена в 1964 році. Сьогодні дорога пролягає близько 200 метрів в тунелі, біля Goodman Shopping Center в Гямеенлінна було завершено в 2014 році на тротуарі. Також приділено увагу естетиці довкілля автомагістралі. Деякі з мостів на шосе 3 можна вважати майже витворами мистецтва, а скельні розрізи були підсвічені. Легка мистецька робота Екку Пелтомякі Lux Tavastia знаходиться поруч із Терісъярві Акаа.